# HeavenFest
Heavenfest

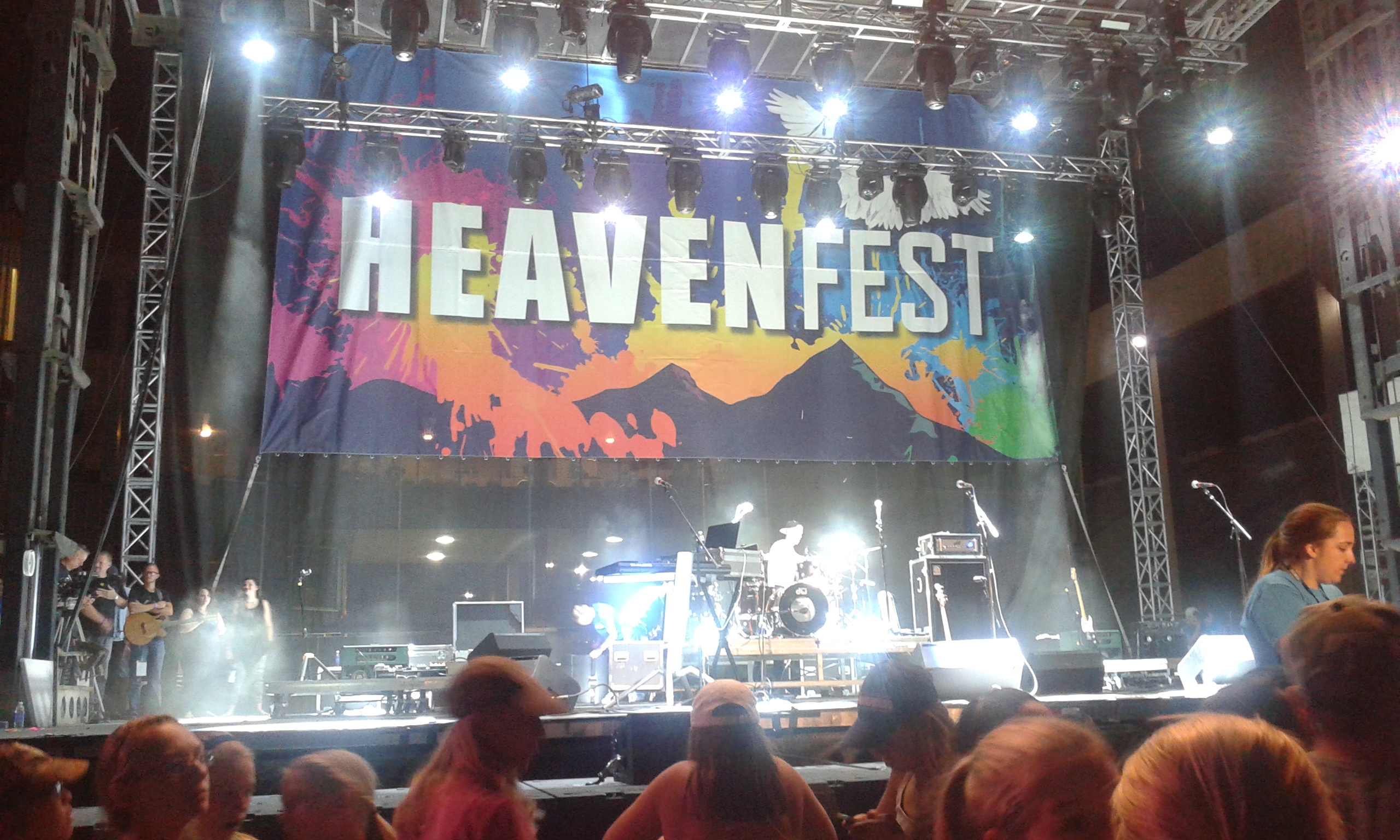
Escenario de HeavenFest

Es uno de los festivales de música y arte cristiano en los Estados Unidos que reúne anualmente a miles de personas.

## Historia
HeavenFest es un festival de música cristiana que se realiza en Denver, Colorado organizado por la estación de radio WayFM pero también lo realiza en diferentes puntos de los Estados Unidos
el evento reúne generalmente 80 bandas cristianas de rock pero también reúne artistas cristianos de otros géneros musicales.
para el evento del 2008 realizado en el mes de agosto se presentaron bandas conocidas del rock cristiano americano como Skillet, Seventh Day Slumber, Kutless entre otros ya que su rápida acogida de estas bandas han hecho del heavenfest uno de los eventos cristianos evangelisticos más famosos y uno de los más grandes de los Estados Unidos.

## Bandas que participaron en el Heavenfest
- Skillet
- Kutless
- Disciple
- Jeremy Camp
- Third Day
- Canton Jones
- Matthew West
- Phil Wickham
- Seventh Day Slumber
- Da.T.R.U.T.H.
- Stellar Kart
- Matt Maher
- Kent Henry
- The Ambassador
- Esterlyn
- Flame
- Glenn Packian
- The Glorius Useen
- Uriel Luebcke
- Tedashii
- Sho Bakara
- Proxy
- John Connor (Cantante)
- Jason Ostrander
- Ambient You

- Datos: Q5893209
- Multimedia: HeavenFest / Q5893209